# Ernst Ludwig Dümmler

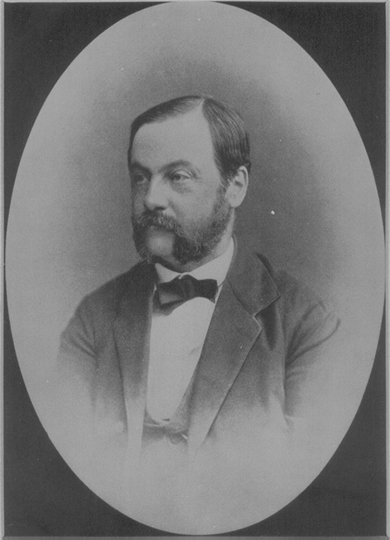
Ernst Ludwig Dümmler

Ernst Ludwig Dümmler (* 2. Januar 1830 in Berlin; † 11. September 1902 in Friedrichroda) war ein deutscher Historiker.

## Leben
Ernst Dümmler, Sohn des Berliner Buchhändlers Ferdinand Dümmler, studierte in Bonn und Berlin Rechtswissenschaft, Klassische Philologie und Geschichte, unter anderem bei Johann Wilhelm Löbell, Leopold von Ranke und Wilhelm Wattenbach. 1852 beendete er sein Studium in Berlin mit einer Dissertation über Arnulf von Kärnten (De Arnulfo Francorum rege).
1858 erhielt er nach einer Habilitationsschrift über die böhmische Königsherrschaft (De Bohemiae conditione Carolis imperantibus) eine außerordentliche Professur an der Universität Halle und schließlich 1866 den Lehrstuhl für Geschichte und Historische Hilfswissenschaften. Sein Forschungsgebiet waren die fränkische Geschichte des 9. Jahrhunderts und die Geschichte des Heiligen Römischen Reiches des 10. und 11. Jahrhunderts.

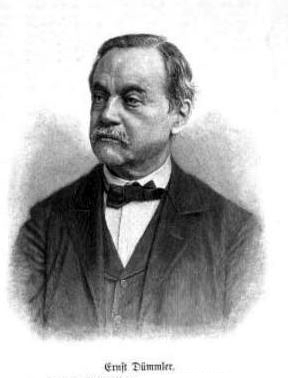
Ernst Ludwig Dümmler

Dümmler wurde 1876 Mitglied der Monumenta Germaniae Historica und 1888 als Nachfolger von Georg Waitz deren Präsident, ein Amt, das er bis zu seinem Tode ausübte. 1896 wurde Dümmler Mitglied der Gründungskommission des Deutschen Rechtswörterbuchs (DRW). Ab 1871 war er auswärtiges Mitglied der Bayerischen Akademie der Wissenschaften sowie ab 1882 korrespondierendes und ab 1888 ordentliches Mitglied der Preußischen Akademie der Wissenschaften. Von 1867 bis 1886 war er korrespondierendes Mitglied der Göttinger Akademie der Wissenschaften. 1869 erhielt er den Verdunpreis. 1885 gehörte Dümmler als einer von mehreren Nichtjuden zu den Mitgliedern der beim Deutsch-Israelitischen Gemeindebund unter der Leitung des Historikers und Diplomatikers Harry Bresslau eingerichteten Historischen Kommission für die Geschichte der Juden in Deutschland. 1893 wurde er zum Ehrenmitglied des Vereins für Geschichte des Bodensees und seiner Umgebung ernannt. 1901 wurde er assoziiertes Mitglied der Académie royale des Sciences, des Lettres et des Beaux-Arts de Belgique.
Sein Sohn Georg Ferdinand Dümmler (1859–1896) war Klassischer Philologe und Archäologe.

## Schriften (Auswahl)
Monographien
- De Arnulfo Francorum rege commentatio historica. Reimer, Berlin 1852 (Digitalisat).
- Piligrim von Passau und das Erzbisthum Lorch. Hirzel, Leipzig 1856 (Digitalisat).
- Geschichte des ostfränkischen Reiches. Duncker & Humblot, Berlin 1862–1865.
  - Band 1: Ludwig der Deutsche (Digitalisat);
  - Band 1,2: Ludwig der Deutsche (Digitalisat).
  - Band 2: Ludwig der Deutsche vom Koblenzer Frieden bis zu seinem Tode (860-876). (Digitalisat).
- Kaiser Otto der Große (mit Rudolf Köpke), Leipzig 1876 (Digitalisat).

Herausgeberschaften
- Das Formelbuch des Bischofs Salomo III. von Konstanz (Notker Balbulus). Hirzel, Leipzig 1857. (Digitalisat)
- Poetae latini aevi Carolini. Band 1–4.2 3. Weidmann, Berlin 1880/1884. (Digitalisat Band 1,1), (Band 2), (Band 3), (Band 4,1), (Band 4,2 und 3)
- Epistolae Karolini aevi. Weidmann, Berlin 1892–1902. (Digitalisat Band 1), (Band 2), (Band 3)
- De „Liber ad amicum“ des Bonizo von Sutri, 1891.